# دانشگاه توهوکو گاکوین
دانشگاه توهوکو گاکوین در سال ۱۸۸۶ (میجی ۱۹) به عنوان مدرسه علمیه سندای توسط اوشیکاوا ماسایوشی (۱۸۵۰–۱۹۲۸)، یکی از اولین پروتستان‌های ژاپن تأسیس شد. اوشیکاوا، یک سامورایی سابق در ماتسویاما، اولین رئیس این دانشگاه شد. در سال ۱۸۹۱ برای اولین بار دوره ای برای دانش آموزان غیر مسیحی اضافه شد.
آموزش عالی تایمز، دانشگاه توهوکو گاکوین را در رده ۱۵۰+ در رتبه‌بندی ۲۰۰ دانشگاه برتر ژاپن قرار می‌دهد.